# Міста Іспанії

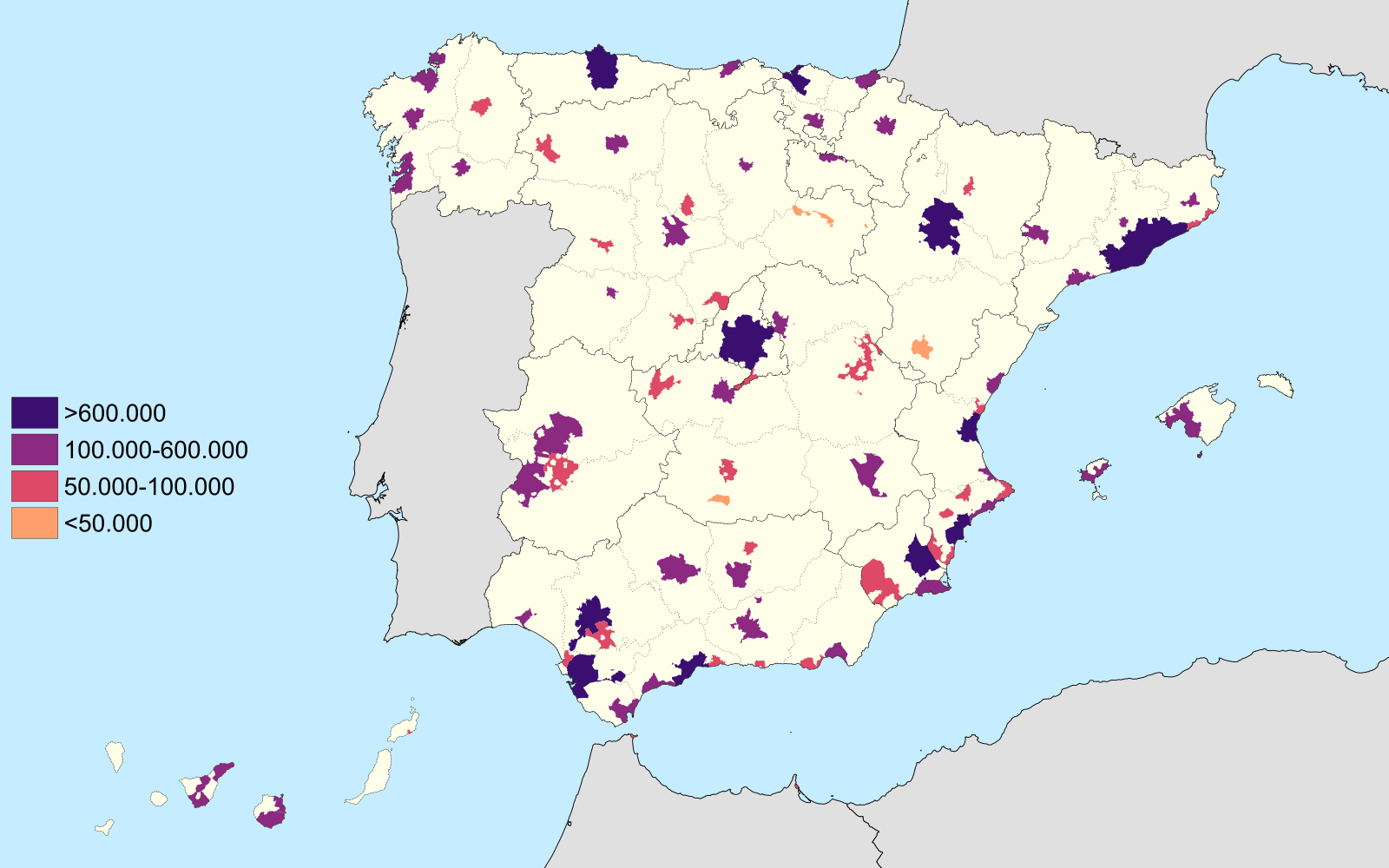
Урбанізація Іспанії

Міста Іспанії складають частину мережі населених пунктів країни.  За винятком Мадрида, Севільї та Сарагоси, найбільше великих міських населених пунктів Іспанії розташовано  вздовж узбережжя Середземного моря та Атлантичного океану. На стан  2022 року рівень урбанізації Іспанії становив 81,6% від загального населення.   Лише два міста Іспанії, столиця країни Мадрид (3 340 000 осіб) і Барселона (1.636.193 осіб) входять до списку міст-мільйонерів світу. До міст із населенням понад 500 000 осіб належать Валенсія, Севілья, Сарагоса та Малага.

## Визначення поняття
Титул міста надавався в Іспанії історично королівським призначенням  або, в короткі республіканські періоди, президентом республіки. Це повинні були бути населенні пункти з великою для відповідного часу кількістю населення або вони стали більш важливими на відповідній території.  У географічних таблицях Національного географічного інформаційного центра Іспанії є назви «місто» та «вілла», які використовуються,  в основному, до міських поселень, у випадку наданих або традиційно визнаних кваліфікацій. 
В останній редакції муніципального закону, що наразі діє в Каталонії, було зазначено, що "Муніципалітети можуть додавати свою назву до назви міста, якщо вони мають понад п’ять тисяч жителів, і міста, якщо вони мають більше двадцяти тисяч".  Деякі міста Іспанії є муніципалітетами.

## Список великих міст Іспанії
- Альбасете
- Альмерія
- Аліканте
- Алькала-де-Енарес
- Арресіфе
- Бадалона
- Барселона
- Бенідорм
- Бургос
- Більбао
- Валенсія
- Вальядолід
- Віго
- Гранада
- Кадіс
- Кордова (Іспанія)
- Лас-Пальмас-де-Гран-Канарія
- Леон
- Мадрид
- Малага
- Марбелья
- Ов'єдо
- Палма
- Памплона
- Саламанка
- Сан-Себастьян
- Санта-Крус-де-Тенерифе
- Сантандер
- Сантьяго-де-Компостела
- Сарагоса
- Севілья
- Сеута
- Толедо
- Торремолінос
- Хіхон